# سبیلچه‌مرغ شرقی
سبیلچه‌مرغ شرقی (نام علمی: Dasyornis brachypterus) نام یک گونه از تیره سبیلچه‌مرغ است.